# Guanabacoa
Guanabacoa ist eines von 15 Municipios (Stadtbezirke) der Stadt Havanna und liegt im östlichen Teil der Stadt. Der Stadtbezirk ist einer der ältesten Havannas und wurde zuerst im 16. Jahrhundert erwähnt. Guanabacoa ist für die Traditionen der Santería, hier lebte und wirkte im Barrio La Hata der Babalaó Enriquito, ebenso wie für die Schlacht von Guanabacoa bekannt, die im Rahmen des Siebenjährigen Krieges mit Großbritannien im 18. Jahrhundert stattfand.

## Geschichte
Die Ursprünge Guanabacoas sind auf ein Gesetz des spanischen Königs aus dem Jahr 1512 zurückzuführen, im Jahr 1743 erhielt der Ort das Stadtrecht. Im Jahr 1762 wurden die Engländer erfolgreich von den Einwohnern der Stadt mit Macheten bekämpft. Guanabacoa war auch die Heimat einer kleinen Gruppe indigener Völker, die im 18. Jahrhundert aus Florida exiliert wurden. Im Jahr 1895 war Guanabacoa in den kubanischen Unabhängigkeitskrieg involviert, zahlreiche Kämpfer der Mambí waren in der Stadt aktiv. Die erste kommunistische Gruppe wurde im Jahr 1923 in der Stadt gegründet.
Während der kubanischen Revolution 1959 stellten die Einwohner Guanabacoas zahlreiche Kämpfer im Straßenkampf in Havanna.

## Wirtschaft
Die Wirtschaft Guanabacoas wird vor allem von der Industrie dominiert. Insbesondere die kubanische Stahlindustrie erlebte hier ihren Aufstieg, bis heute bildet die Metallurgie einen wirtschaftlichen Schwerpunkt des Municipios. In Guanabacoa werden des Weiteren Baumaterialien, chemische Erzeugnisse, sowie Tabak- und Nahrungsprodukte hergestellt. Seit den 1990er Jahren wird in der Stadt auch urbane Landwirtschaft betrieben.

## Infrastruktur
Nach Guanabacoa verkehren regelmäßig Busse zum Zentrum von Havanna. In den letzten Jahren wurde der Busverkehr massiv ausgeweitet, die Anzahl der transportierten Passagiere stieg von knapp 63.000 im Jahr 2006 auf über 195.000 im Jahr 2011. Die Buslinie P-15 verbindet das Municipio mit dem Stadtzentrum.
In der Stadt gibt es unter anderem ein Kino, zwei Videosäle, ein Theaterhaus, zwei Kulturhäuser, drei Museen sowie zwei Bibliotheken. Des Weiteren gibt es in der Stadt 17 Kindertagesstätten, 38 Grundschulen, elf weiterführende Schulen sowie eine Reihe spezialisierter Bildungseinrichtungen.
In Guanabacoa sind 264 Familienärzte vertreten (2011). In der Stadt gibt es drei Polikliniken sowie einige Spezialkliniken und Apotheken.
Die Stadt beherbergt eine katholische Kirche, die zwischen 1721 und 1748 errichtet wurde und Iglesia de Nuestra Señora de la Asunción genannt wird. 
Im Jahr 1964 eröffnete zudem ein Stadtmuseum, das sich insbesondere mit der Geschichte des 18. und 19. Jahrhunderts beschäftigt und über die Afrokubanische Kultur in dem Municipio informiert.

## Söhne und Töchter
- Enrique Hernández Armenteros (1918–2017), Santería-Priester
- Ernesto Lecuona, kubanischer Komponist
- Juan Antonio Mercadal (1925–1998), klassischer Gitarrist
- Sergio Oliva (1941–2012), Bodybuilder